# Charles W. Ryder

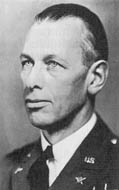
Generalul american Charles Wolcott Ryder.

Charles Wolcott Ryder (n. 16 ianuarie 1892 – d. 17 august 1960) a fost un general american, dintre principalii comandanți militari americani din timpul celui de-al doilea război mondial. 